# Lago Songkhla
Lago Songkhla (en tailandés: ทะเลสาบสงขลา) es el lago natural más grande de Tailandia, situado en la península malaya en el sur del país. Con una superficie de 1.040 km² limita con las provincias de Songkhla y de Phatthalung. A pesar de ser llamado un lago, el agua superficial es en realidad un complejo de lagunas.
El lago está dividido en tres partes bien diferenciadas. La parte sur se abre por un estrecho de 380 m de ancho en el Golfo de Tailandia en la ciudad de Songkhla, y contiene agua salobre.